# UTAU
歌声合成工具UTAU（日语：歌声合成ツールUTAU，簡稱UTAU），是一款由飴屋／菖蒲氏開發的免費歌聲合成軟體，適用於Windows及Mac OS X。於2008年3月公開Windows版本，並於2011年5月27日公開適用於Mac OS X的「UTAU-Synth」。2010年1月份（v0.2.60版之後）改為共享軟體。软件可免费下载，可以自行录音（或是以其他方式制作声音文件）制作成声音数据库使用，也可分享给他人。

## 簡介
UTAU是在「人力VOCALOID」（透過剪輯人声來達成接近Vocaloid的效果）下誕生的產物。軟體開發者為飴屋／菖蒲氏，於niconico動畫上被稱為飴屋P。
UTAU最大的特徵，是使用自己或者他人錄製的50音（或任何聲音）WAVE格式音訊檔案，在該軟體資料庫匯入之後，便可用該聲音合成歌曲。
WAVE檔案格式應為：單聲道（Mono），44100Hz，16bit。
于2020年1月15日，飴屋P所发布的doppeltler已支持24bit、32bit及MP3、OGG、FLAC格式。

## 外部連結
- （日語）官方網站（页面存档备份，存于）
- （日語）開發者blog （页面存档备份，存于）
- （日語）UTAU@wiki （页面存档备份，存于）